# アンドリュー・トールズ
アルビン・アンドリュー・トールズ（Alvin Andrew Toles, 1992年5月24日 - ）は、アメリカ合衆国ジョージア州ディケーター出身のプロ野球選手（外野手）。右投左打。MLBのロサンゼルス・ドジャース所属。
元NFL選手のアルビン・トールズを父に持つ。

## 経歴

### プロ入り前
2010年のMLBドラフト4巡目（全体137位）でフロリダ・マーリンズから指名されたが、契約せずにテネシー大学へ進学した。

### プロ入りとレイズ傘下時代
チポラ大学在学時の2012年のMLBドラフト3巡目（全体119位）でタンパベイ・レイズから指名され、プロ入り。契約後、傘下のアパラチアンリーグのルーキー級プリンストン・レイズでプロデビュー。51試合に出場して打率.281、7本塁打、33打点、14盗塁を記録した。
2013年はA級ボーリンググリーン・ホットロッズでプレーし、121試合に出場して打率.326、2本塁打、57打点、62盗塁を記録した。
2014年はルーキー級ガルフ・コーストリーグ・レイズとA+級シャーロット・ストーンクラブズでプレーし、2球団合計で52試合に出場して打率.265、1本塁打、15打点、24盗塁を記録した。
2015年3月29日に自由契約となった。この年はどの球団にも所属せず、プレーしなかった。

### ドジャース時代
2015年9月23日にロサンゼルス・ドジャースとマイナー契約を結んだ。
2016年は傘下のA+級ランチョクカモンガ・クエークスで開幕を迎えた。AA級タルサ・ドリラーズとAAA級オクラホマシティ・ドジャースを経て、7月8日にメジャー契約を結んでアクティブ・ロースター入りした。同日のサンディエゴ・パドレス戦にて「8番・中堅手」で先発出場してメジャーデビューを果たし、アンドリュー・キャッシュナーから初安打を記録した。その後、8月3日に1度AAA級オクラホマシティへ降格したが、21日に再昇格した後はメジャーに定着。この年メジャーでは48試合に出場して打率.314、3本塁打、16打点、1盗塁を記録した。
2017年5月9日の本拠地でのピッツバーグ・パイレーツ戦で、フェンス際のレフトフライを追いかけている時に右膝を痛めて負傷退場となり、検査の結果で靭帯損傷が判明し、シーズン中の復帰は絶望的となった。
2018年に2週間の入院後、統合失調症と双極性障害と診断された。これ以降メジャー・マイナー共にプレーしていない。
また、メンタルの不調は2015年からであり、不眠などの問題からプレーに影響が出ていたことや、レイズを退団して1シーズン無所属だった理由もこのメンタルの不調であることを明らかにした。
2020年6月26日にフロリダ州のキーウェスト国際空港で不法侵入したとして、逮捕された。この時ホームレスであったことが判明した。
プレーをしていない2019年以降もドジャースは毎年トールズとメジャー契約を結び、常に制限リストに掲載している。トールズは試合に出場できない上に無給ではあるが、制限リストに掲載されることで球団の健康保険を利用して統合失調症と双極性障害の治療を続けることができる。

## 詳細情報

### 年度別打撃成績
| 年 度    | 球 団    | 試 合 | 打 席 | 打 数 | 得 点 | 安 打 | 二 塁 打 | 三 塁 打 | 本 塁 打 | 塁 打 | 打 点 | 盗 塁 | 盗 塁 死 | 犠 打 | 犠 飛 | 四 球 | 敬 遠 | 死 球 | 三 振 | 併 殺 打 | 打 率 | 出 塁 率 | 長 打 率 | O P S |
| -------- | -------- | ----- | ----- | ----- | ----- | ----- | -------- | -------- | -------- | ----- | ----- | ----- | -------- | ----- | ----- | ----- | ----- | ----- | ----- | -------- | ----- | -------- | -------- | ----- |
| 2016     | LAD      | 48    | 115   | 105   | 19    | 33    | 9        | 1        | 3        | 53    | 16    | 1     | 1        | 0     | 1     | 8     | 2     | 1     | 25    | 1        | .314  | .365     | .505     | .870  |
| 2017     | LAD      | 31    | 102   | 96    | 17    | 26    | 3        | 0        | 5        | 44    | 15    | 0     | 1        | 0     | 0     | 5     | 0     | 1     | 16    | 3        | .271  | .314     | .458     | .772  |
| 2018     | LAD      | 17    | 32    | 30    | 5     | 7     | 2        | 0        | 0        | 9     | 4     | 1     | 0        | 0     | 0     | 2     | 1     | 0     | 8     | 1        | .233  | .281     | .300     | .581  |
| MLB：3年 | MLB：3年 | 96    | 249   | 231   | 41    | 66    | 14       | 1        | 8        | 106   | 35    | 2     | 2        | 0     | 1     | 15    | 3     | 2     | 49    | 5        | .286  | .333     | .459     | .792  |

- 2023年度シーズン終了時

### 年度別守備成績
| 年 度 | 球 団 | 左翼（LF） | 左翼（LF） | 左翼（LF） | 左翼（LF） | 左翼（LF） | 左翼（LF） | 中堅（CF） | 中堅（CF） | 中堅（CF） | 中堅（CF） | 中堅（CF） | 中堅（CF） | 右翼（RF） | 右翼（RF） | 右翼（RF） | 右翼（RF） | 右翼（RF） | 右翼（RF） |
| 年 度 | 球 団 | 試 合      | 刺 殺      | 補 殺      | 失 策      | 併 殺      | 守 備 率   | 試 合      | 刺 殺      | 補 殺      | 失 策      | 併 殺      | 守 備 率   | 試 合      | 刺 殺      | 補 殺      | 失 策      | 併 殺      | 守 備 率   |
| ----- | ----- | ---------- | ---------- | ---------- | ---------- | ---------- | ---------- | ---------- | ---------- | ---------- | ---------- | ---------- | ---------- | ---------- | ---------- | ---------- | ---------- | ---------- | ---------- |
| 2016  | LAD   | 18         | 26         | 3          | 1          | 0          | .967       | 9          | 8          | 0          | 0          | 0          | 1.000      | 8          | 21         | 0          | 1          | 0          | .955       |
| 2017  | LAD   | 21         | 24         | 0          | 1          | 0          | .960       | 10         | 18         | 0          | 0          | 0          | 1.000      | -          | -          | -          | -          | -          | -          |
| 2018  | LAD   | 2          | 1          | 0          | 0          | 0          | 1.000      | 8          | 11         | 0          | 0          | 0          | 1.000      | 1          | 0          | 0          | 0          | 0          | .000       |
| MLB   | MLB   | 41         | 51         | 3          | 2          | 0          | .964       | 27         | 37         | 0          | 0          | 0          | 1.000      | 9          | 21         | 0          | 1          | 0          | .955       |

- 2023年度シーズン終了時

### 背番号
- 60 (2016年 - )